# Burgerheim
Burgerheim ist ein Quartier der Stadt Bern. Es gehört zu den 2011 bernweit festgelegten 114 gebräuchlichen Quartieren und liegt im Stadtteil II Länggasse-Felsenau, dort im statistischen Bezirk Engeried. Es grenzt an die Quartiere Engeried (gebräuchliches Quartier) und Viererfeld.
Im Jahr 2022 werden 110 Einwohner angegeben.
Im Quartier befindet sich der ab 1964 gebaute Burgerspittel im Viererfeld als Seniorenheim. Der Name des Quartiers nimmt Bezug auf die Burgergemeinde Bern als "Personengemeinde", deren Aufgabe auch die  Sozialhilfe ist. Burgerheim war auch der Name des Burgerspittels bis 2009 – vorher wurde das Areal zum Viererfeld gerechnet.
Auch das Engeriedspital als Standort der Lindenhofgruppe sowie zwei Wohngebäude im Riedweg (darunter das ehemalige Gebäude vom Engeriedspital) gehören noch mit zum Quartier. In letzteren befinden sich auch Arztpraxen im Erdgeschoss. Dieses kleine Gebiet südlich vom Riedweg ist fast vollständig vom Engeriedquartier umgeben.
Verkehrstechnisch ist das Quartier im Westen durch die städtische Buslinie 11 auf der Neubrückstrasse und im Süden durch die Buslinie 21 auf der Engestrasse mit dem Zentrum verbunden.